# 대한민국 전자서명법
대한민국의 전자서명법은 전자문서의 안전성과 신뢰성을 확보하고 그 이용을 활성화하기 위하여 전자서명에 관한 기본적인 사항을 정함으로써 국가사회의 정보화를 촉진하고 국민생활의 편익을 증진함을 목적으로 하는 법률이다.

## 같이 보기
- 전자문서
- 전자서명
- 인증